# La passion d’une femme sans cœur
La passion d’une femme sans cœur ist ein französischer Kurzfilm aus dem Jahr 1979 von Moïse Maatouk. Der in Schwarzweiß gedrehte Film ist Teil fünf des siebenteiligen Episodenfilms Histoires abominables.

## Handlung
Dem jungen Erfinder Karl ist es gelungen, mit Hilfe eines Vitalisierungsapparats aus einer Maschine eine lebendige Frau – er nennt sie Annelise Antinéa – zu schaffen, allerdings nur den Kopf, der Rest bleibt eine Apparatur. Als Annelise sich in ihn verliebt, tötet er sie, indem er den Apparat zerstört, der sie lebendig gemacht hat.

## Produktion und Veröffentlichung
Es ist der zweite Kurzfilm des tunesischen Regisseurs Moïse Maatouk, der später mehrfach vor allem für seine Kurzdokumentationen über Persönlichkeiten des französischen Kinos und Theaters ausgezeichnet wurde. Für die Editorin Yvonne Martin (1912–1994), die 1932 mit L’Affaire Blaireau von Henry Wulschleger (1894–1943) ihren ersten Schwarzweißfilm geschnitten hatte, war es eine ihrer letzten Arbeiten für das Kino. 
Veröffentlicht wurde Histoires abominables am 13. Juni 1979.